# Sveriges ambassad i Teheran
Sveriges ambassad i Teheran är Sveriges diplomatiska beskickning i Iran som är belägen i landets huvudstad Teheran. Beskickningen består av en ambassad, ett antal svenskar utsända av Utrikesdepartementet (UD) och lokalanställda. Ambassadör sedan 2023 är Mathias Otterstedt. Sverige och Iran etablerade diplomatiska förbindelser i samband med att ett vänskapstraktat ingicks 1929.

## Brittiska intressekontoret
Sverige agerar skyddsmakt för Storbritannien i Iran och den 15 juli 2012 öppnades det brittiska intressekontoret vid svenska ambassaden. Sverige har tidigare varit skyddsmakt för Storbritannien i Iran under en stor del av 1980-talet och fram till 1990.

## Fastigheten
Fastigheten som rymmer svenska ambassaden i Teheran ägs sedan 1997 av Statens fastighetsverk (SFV). Den byttes till av SFV mot en obebyggd tomt som svenska staten ägt sen 1963. Sedan 1994 hade Utrikesdepartementet (UD) sin ambassad inrymd i byggnaden och ansåg huset vara bra och ändamålsenligt för ambassadverksamhet. Byggnaden var från början ett flerfamiljshus med fem lägenheter. Den består av två våningar och källare med garage, pannrum och förråd. Ett motionsrum, bastu och pool återfanns tidigare i källarvåningen. Den är byggd som en pelardäckkonstruktion med balkar och pelare i betong samt bjälklag i sparkroppstegel och fasaderna är klädda med ljusgult tegel. Trädgården är muromgärdade med gångar och trappor av natursten, fontäner samt planteringar. Vid övertagandet 1997 var installationerna i mycket låg standard.
Huset byggdes 1979 enligt dåvarande byggregler och var bristfälliga gällande säkerhet mot jordbävningsbelastningar. Tekniska undersökningar av byggnadens konstruktion och bärighet gjordes av SFV i samråd med UD som visade att den inte uppfyllde minimikraven enligt iransk jordbävningssäkerhet. Jordbävningsförstärkande åtgärder företogs av SFV med lokal jordbävningsexpertis och svenska konstruktörer. I samband med förstärkningsarbetet utfördes en genomgripande ombyggnad till regelrätt ambassadkansli för att klara de många viseringsärendena och utfärdanden av biometriska pass. Underhållsinsatser gjorde också avseende ytskikt och installationer. Ombyggnationen startade i februari 2007 och den 1 augusti 2007 flyttade ambassaden in i de nyrenoverade och jordbävningssäkrade lokalerna. I november 2007 återinvigdes ambassaden.

## Fakta fastigheten
Data:
- Byggår: 1979
- Arkitekt: okänd, vid jordbävningsförstärkningen: Wingårdh Arkitektkontor AB, Gustav Appell & Linda Näslund
- Besöksadress: 2, Nastaran Street, Pasdaran Avenue, Teheran
- Hyresgäst: Utrikesdepartementet,
- Förvaltare: Lennart Karlsson, Statens fastighetsverk

## Beskickningschefer
| Namn                     | Period    | Funktion          | Anmärkning                                               |
| ------------------------ | --------- | ----------------- | -------------------------------------------------------- |
| Carl von Heidenstam      | 1929–1930 | Envoyé            | Persien; Sidoackrediterad från ambassaden i Moskva.      |
| Eric Gyllenstierna       | 1930–1936 | Envoyé            | Persien till 21 mars 1935. Sidoackrediterad från Moskva. |
| Hugo von Heidenstam      | 1936–1942 | Envoyé            | Sidoackrediterad till Bagdad.                            |
| Harald Pousette          | 1942–1945 | Chargé d’affaires | Sidoackrediterad till Bagdad.                            |
| Harald Pousette          | 1945–1947 | Envoyé            | Sidoackrediterad till Bagdad.                            |
| Harry Eriksson           | 1948–1951 | Envoyé            | Sidoackrediterad till Bagdad och Karachi (från 1949).    |
| Gunnar Jarring           | 1951–1952 | Envoyé            | Sidoackrediterad till Bagdad och Karachi.                |
| Ragnvald Bagge           | 1952–1957 | Envoyé            | Sidoackrediterad till Bagdad och Karachi (till 1956).    |
| Ragnvald Bagge           | 1957–1959 | Ambassadör        | Sidoackrediterad till Bagdad (till 1959).                |
| Dick Hichens-Bergström   | 1959–1963 | Ambassadör        | Sidoackrediterad till Bagdad och Kabul.                  |
| Eyvind Bratt             | 1964–1967 | Ambassadör        | Sidoackrediterad till Kabul.                             |
| Nils-Eric Ekblad         | 1967–1970 | Ambassadör        | Sidoackrediterad till Kabul.                             |
| Gustaf Bonde             | 1970–1973 | Ambassadör        | Sidoackrediterad till Kabul.                             |
| Bengt Odhner             | 1973–1978 | Ambassadör        | Sidoackrediterad till Kabul.                             |
| Kaj Sundberg             | 1978–1980 | Ambassadör        | Sidoackrediterad till Kabul.                             |
| Göran Bundy              | 1980–1985 | Ambassadör        |                                                          |
| Bo Henrikson             | 1985–1988 | Ambassadör        |                                                          |
| Håkan Granqvist          | 1989–1994 | Ambassadör        | [ 5 ]                                                    |
| Hans Andersson           | 1992–1997 | Ambassadör        | [ 6 ]                                                    |
| Mats Marling             | 1997–2000 | Ambassadör        |                                                          |
| Steen Hohwü-Christensen  | 2000–2003 | Ambassadör        |                                                          |
| Christofer Gyllenstierna | 2003–2007 | Ambassadör        |                                                          |
| Magnus Wernstedt         | 2007–2012 | Ambassadör        |                                                          |
| Peter Tejler             | 2012–2016 | Ambassadör        |                                                          |
| Helena Sångeland         | 2016–2019 | Ambassadör        |                                                          |
| Mattias Lentz            | 2019–2023 | Ambassadör        |                                                          |
| Mathias Otterstedt       | 2023–idag | Ambassadör        |                                                          |